# Liste von Persönlichkeiten der Fernuniversität in Hagen
Dies ist eine Liste von Personen, die mit der Fernuniversität in Hagen verbunden sind.

## Bekannte aktuelle und ehemalige Professoren
- Ulrich Battis, Staatsrechtler, Ritter des Ordre Nationale du Merite
- Ulrike Baumöl, Wirtschaftswissenschaftlerin, Rektorin der Universität Liechtenstein
- Michael Bitz, Wirtschaftswissenschaftler, insbesondere Bankbetriebslehre
- Peter Brandt, Historiker, Sohn von Willy Brandt
- Gerrit Brösel, Wirtschaftswissenschaftler, Mit-Autor des Standardwerks Wöhe: Einführung in die BWL
- Hans-Jörg Bullinger, ehemaliger Präsident der Fraunhofer-Gesellschaft
- Günter Fandel, Wirtschaftswissenschaftler
- Helmut Hoyer, Dekan Elektrotechnik, bis 2016 Rektor der Fernuniversität
- Lutz Niethammer, Historiker, Wegbereiter der Oral History
- Ada Pellert, Wirtschaftswissenschaftlerin, Rektorin der FernUniversität Hagen, designierte Rektorin der Universität Klagenfurt
- Otto Peters, Bildungstheoretiker, Gründungsrektor der Fernuniversität
- Gerd Pfeiffer, Jurist, Präsident a. D. des Bundesgerichtshofs
- Arnd Poetzsch-Heffter, Informatiker, Präsident der Technischen Universität Kaiserslautern
- Rüdiger Pohl, Wirtschaftswissenschaftler, ehemaliges Mitglied des Sachverständigenrates
- Karl August Prinz von Sachsen Gessaphe, Rechtswissenschaftler, Mitglied des Hauses Sachsen-Gessaphe, Gründer und Präsident der Deutsch-Mexikanische Juristenvereinigung
- Katharina Gräfin von Schlieffen, Rechtswissenschaftlerin
- Georg Schreyögg, Wirtschaftswissenschaftler, ehemaliger Vorsitzender des Verbandes der Hochschullehrer für Betriebswirtschaft
- Dimitris Tsatsos, Rechtswissenschaftler, Politiker
- Helmut Wagner, Volkswirt, Berater des IWF und der EU-Kommission

## Ehrendoktoren
- Claus Arndt (SPD), Mitgestalter der Ostverträge
- Wolfgang Clement, Ex-Bundeswirtschaftsminister und ehemaliger Ministerpräsident in Nordrhein-Westfalen
- Klaus Detter, ehemaliger Richter am Bundesgerichtshof
- Liselotte Funcke (FDP), ehemalige Wirtschaftsministerin in Nordrhein-Westfalen
- Johan Galtung, Pionier der Friedens- und Konfliktforschung, Träger des Right Livelihood Award
- Jörn Kreke, Unternehmer, Ehrenvorsitzender der Gesellschaft der Freunde der Fernuniversität e. V.
- Jerzy Łoś, polnischer Logiker und Mathematiker
- Scheich Muhammad bin Raschid Al Maktum, Staatsoberhaupt des Emirats Dubai und Premierminister der Vereinigten Arabischen Emirate
- Johannes Rau, ehemaliger Bundespräsident und Mitbegründer der Fernuniversität in Hagen
- Nicholas Rescher, amerikanischer Philosoph
- Michael Vesper (Bündnis 90/Die Grünen), ehemaliger Bauminister in Nordrhein-Westfalen
- Efim Zelmanov, russischer Mathematiker, Träger der Fields-Medaille

## Bekannte Studierende und Absolventen

### Politik
- Katja Adler (MdB, FDP), Studium der Sozialen Verhaltenswissenschaften, Politikwissenschaften und Rechtswissenschaften
- Ina Aigner (Angeordnete zum Landtag von Niederösterreich, FPÖ), Studium der Kulturwissenschaften, Philosophie und Geschichte
- Rasmus Andresen (MdL und Landtagsvizepräsident in Schleswig-Holstein, Bündnis 90/Die Grünen), Student im Masterstudiengang Governance
- Katharina Beck (MdB Bündnis 90/Die Grünen), Studium der Finanzbetriebswirtschaft
- Peter Beyer (MdB, CDU), Aufbaustudium zum Patentanwalt
- Alexander Böhn (Bürgermeister von Hainburg, CDU), Studium der Umweltwissenschaften
- Gerd Bollermann (MdL in Nordrhein-Westfalen, SPD, Professor für Psychologie und Verwaltungsmanagement, Regierungspräsident in Arnsberg), Weiterbildung zum Supervisor
- Magnus Brunner (österreichischer Finanzminister, ÖVP), Weiterbildungsstudiengang Betriebswirtschaftslehre
- Markus Büchler (MdL in Bayern, Vorsitzender Bündnis 90/DIE GRÜNEN Oberbayern), Studium und Promotion in Geschichtswissenschaften
- Christian Carius (Präsident des Thüringer Landtages, Minister a. D. für Bau, Landesentwicklung und Verkehr in Thüringen, CDU), Studium der Politikwissenschaft
- Viola von Cramon-Taubadel (MdB, Bündnis 90/Die Grünen), Studium Politik und Organisation
- Patrick Dahlemann (MdL in Mecklenburg-Vorpommern, parlamentarischer Staatssekretär, SPD), Studium der Politikwissenschaft (ohne Abschluss)
- Miriam Dahlke (MdL in Hessen, Bündnis 90/Die Grünen), Studium Economics
- Matthias Dießl (Landrat des Landkreises Fürth), Studium der Betriebswirtschaft
- Anne Drescher (Bürgerrechtlerin, Stasi-Landesbeauftragte in Mecklenburg-Vorpommern), Studium der Geschichte und Philosophie
- Christian Engelhardt (Landrat Kreis Bergstraße, CDU), Studium der Betriebswirtschaft
- Marcel Emmerich (MdB, Bündnis 90/Die Grünen), Studium Politik- und Verwaltungswissenschaften
- Horst Feddermann (Bürgermeister von Aurich), Studium der Betriebswirtschaft
- Andreas Feicht (Staatssekretär im Bundesministerium für Wirtschaft und Energie), Studium der Wirtschaftswissenschaften
- Jörg Felgner (Minister a. D. für Wirtschaft, Wissenschaft und Digitalisierung in Sachsen-Anhalt), Studium der Politik-, Geschichts- und Rechtswissenschaften
- Ulrike Flach (MdB, FDP, Stellvertretende Vorsitzende der FDP-Bundestagsfraktion), Graduiertenstudium Wirtschaftswissenschaften
- Jörn Freynick (MdL in NRW, FDP), Studium der Politik- und Verwaltungswissenschaften (ohne Abschluss)
- Uwe Friedl (Bürgermeister von Euskirchen, CDU), Studium der Wirtschaftswissenschaften
- Hans-Peter Friedrich (MdB, Bundesinnenminister a. D., CSU), Studium der Volkswirtschaftslehre von 1986 bis 1988 (ohne Abschluss)
- Markus Frohnmaier (MdB, Stellvertretender AfD-Landesvorsitzender Baden-Württemberg), Studium der Rechtswissenschaften
- Elvira Garbes (Bürgermeisterin von Trier), Studium Soziologie, Psychologie, Erziehungswissenschaft
- Albrecht Glaser (MdB, Kandidat der AfD für das Bundespräsidentenamt), Studium der Volkswirtschaftslehre
- Dennis Grieser (Bürgermeister der Stadt Rüsselsheim am Main, Bündnis 90/Die Grünen), Studium der Mediation
- Dirk Haarmann (Bürgermeister der Stadt Voerde, SPD), Studium der Betriebswirtschaftslehre
- Martin Haller (MdL in Rheinland-Pfalz, SPD, Parlamentarischer Geschäftsführer der SPD-Landtagsfraktion), Studium der Politik- und Verwaltungswissenschaften
- Rudolf Hausmann, (MdL in Baden-Württemberg, SPD), MBA-Studium
- Hubertus Heil (MdB, Bundesminister für Arbeit und Soziales, SPD), Studium der Politikwissenschaft und Soziologie
- Robert Heinemann (Mitglied der Hamburger Bürgerschaft, Schulpolitischer Sprecher der CDU), Studium der Betriebswirtschaft
- Imke Heymann (Bürgermeisterin der Stadt Ennepetal), Kompaktstudium
- Nadja Hirsch (MdEP, FDP), Studium der Wirtschaftswissenschaften
- Birgit Hogefeld (RAF-Terroristin), Studium der Literaturwissenschaften
- Monika Hohlmeier (MdEP, CSU, bayerische Staatsministerin a. D. für Unterricht und Kultus), seit 2008 Studium der Volkswirtschaft
- Andreas Hollstein (Bürgermeister von Altena, CDU), Promotion zum Dr. jur.
- Henning Homann (MdL in Sachsen, SPD), Studium der Politik- und Verwaltungswissenschaften
- Bodo Hombach (SPD, Kanzleramts- und nordrhein-westfälischer Wirtschaftsminister a. D.), Studium der Sozialwissenschaften
- Christoph Israng (deutscher Diplomat)
- Ines Jesse (SPD, Staatssekretärin des Ministeriums für Infrastruktur und Landesplanung des Landes Brandenburg), Zusatzstudium Wirtschaftswissenschaften
- Thomas Jung (MdL in Brandenburg, AfD), Studium der Rechts- und Wirtschaftswissenschaften
- Kerstin Kaiser (MdL, Die Linke, Vorsitzende der Linksfraktion im Landtag Brandenburg), Grundstudium Soziologie und Politikwissenschaften
- Eka von Kalben (Fraktionsvorsitzende von Bündnis 90/Die Grünen in Schleswig-Holstein), Studium der Geschichte und Politik
- Christina Kampmann (MdB, Ministerin für Familie, Kinder, Jugend, Kultur und Sport a. D. des Landes NRW, SPD), Studium der Politikwissenschaften
- Anja Karliczek (MdB, Bundesministerin für Bildung und Forschung a. D., CDU), Studium der Wirtschaftswissenschaften
- Daniel Keller (SPD, Minister für Wirtschaft, Arbeit, Energie und Klimaschutz des Landes Brandenburg), Studium der Politikwissenschaften, Verwaltungswissenschaften, Soziologie
- Burkhard König (Bürgermeister von Schmallenberg, CDU), Studium der Wirtschaftswissenschaften
- Stephan Kolling (Staatssekretär im Ministerium für Soziales, Gesundheit, Frauen und Familie des Saarlandes), Studium der Betriebswirtschaftslehre
- Elvan Korkmaz (MdB, stellvertretende Vorsitzende der NRW-SPD), Studium der Wirtschaftswissenschaften
- Maik Kowalleck (MdL in Thüringen, CDU), Studium der Politik- und Verwaltungswissenschaften
- Kevin Kühnert (MdB, Generalsekretär der SPD, ehem. Vorsitzender der Jusos, Antagonist der Großen Koalition von 2018), Studium der Politikwissenschaften
- Eveline Lemke (Bündnis 90/Die Grünen, Wirtschaftsministerin a. D. und ehemalige stellvertretende Ministerpräsidentin in Rheinland-Pfalz), Studium der Wirtschaftswissenschaften
- Helge Limburg (MdL in Niedersachsen, Bündnis 90/Die Grünen) Studium der Rechtswissenschaft
- Nikolas Löbel (MdB, CDU), Masterstudium Management
- Christian Loose (MdL in NRW, AfD), Studium der Wirtschaftswissenschaften
- Anna Lührmann (ehem. MdB, Bündnis 90/Die Grünen), Studium der Politikwissenschaft
- Nicole Ludwig (MdL in Berlin, Bündnis 90/Die Grünen), Studium der Umweltwissenschaften
- Sabine Mandak (Nationalratsabgeordnete, familienpolitische Sprecherin von Die Grünen – Die Grüne Alternative), Studium der Erziehungs- und Sozialwissenschaften
- Kerstin Meier (MdL in Brandenburg, Die Linke), Studium der Rechtswissenschaften, Literatur, Geschichte, Soziologie
- Stephan Meyer (MdL und Parlamentarischer Geschäftsführer in Sachsen), Weiterbildungsstudium Volkswirtschaftslehre
- Corinna Miazga (MdB, AfD), Studium des Wirtschaftsrechts
- Niema Movassat (MdB, DIE LINKE), Studium der Rechtswissenschaft
- Alexander Müller (MdB, FDP), Studium der Informatik
- Eduard Müller (österreichischer Bundesfinanzminister a. D.), Studium der Wirtschaftswissenschaft
- Sabine Noll (Bürgermeisterin der Stadt Sprockhövel), Studium der Wirtschaftswissenschaften
- Sylvia Pantel (MdB, CDU), Studium der Betriebswirtschaft
- Klaus Pesch (Bürgermeister der Stadt Ratingen), Studium Wirtschaftswissenschaft
- Christian Petry (MdB, SPD, Generalsekretär der SPD Saar, europapolitischer Sprecher der SPD-Bundestagsfraktion), Vordiplom Ökonomie
- Roland Riese (MdL in Niedersachsen, FDP), Studium der Wirtschaftswissenschaften
- Susann Rüthrich (MdB, SPD), Politikwissenschaft, Soziologie
- Timo Schisanowski (MdB, SPD), Studium der Rechtswissenschaften
- Torge Schmidt (MdL; parlamentarischer Geschäftsführer der Piratenpartei in Schleswig-Holstein), Studium der Wirtschaftsinformatik
- Ulla Schmidt (MdB; Bundesgesundheitsministerin a. D., SPD), Studium auf Lehramt
- Carsten Schatz (Landesgeschäftsführer der Partei DIE LINKE in Berlin), Studium der Geschichte, Philosophie und Politik
- Marion Schneid (MdL in Rheinland-Pfalz, CDU), Weiterbildungsstudium Sozialpädagogik
- Jörg Schneider (MdB, AfD), Aufbaustudium zum Diplom-Wirtschaftsingenieur
- Armin Schuster (MdB, CDU), Studium der Betriebswirtschaft
- Daniel Schwerd (MdL in Nordrhein-Westfalen, Piratenpartei), Studium der Informatik
- Stefanie Seemann (MdL in Baden-Württemberg), Studium der Soziologie
- Patrick Sensburg (MdB, CDU, Professor für Allgemeines Verwaltungsrecht), Promotion zum Dr. jur.
- Jens Spahn (MdB, Bundesgesundheitsminister a. D., CDU), Studium der Politikwissenschaft
- Malte Spitz (Mitglied im Bundesvorstand von Bündnis 90/Die Grünen), Studium der Politikwissenschaft
- Christian Springfeld (Bürgermeister von Springe, FDP), Studium der Informatik, Betriebswirtschaftslehre und Politikwissenschaften
- Ralf Steinbrück (Bürgermeister von Schöneiche bei Berlin, SPD), Vordiplom Wirtschaftswissenschaften
- Konrad Stockmeier, (MdB, FDP), Promotionsstudium Volkswirtschaftslehre
- Jörg Tremmel (Vorsitzender der Stiftung für die Rechte zukünftiger Generationen), Studium der Betriebswirtschaft
- Volker Ullrich (MdB, CSU), Studium der Wirtschaftswissenschaften, Abschluss als Diplom-Kaufmann
- Axel Vogel (Minister für Landwirtschaft, Umwelt und Klimaschutz des Landes Brandenburg, Landesvorsitzender von Bündnis 90/Die Grünen in Brandenburg), Studium der Betriebs- und Volkswirtschaft
- Anna Walter (Bürgermeisterin von Schönaich), Studium der Politik- und Verwaltungswissenschaften
- Thorsten Wehner (MdL in Rheinland-Pfalz, SPD), Studium der Mathematik
- Heike Werner (Ministerin für Arbeit, Soziales, Gesundheit, Frauen und Familie in Thüringen, DIE LINKE), Studium der Politikwissenschaften
- Ludger Weskamp (Landrat des Landkreises Oberhavel, SPD),
- Guido Westerwelle (MdB, Bundesminister des Auswärtigen a. D., ehemaliger Bundesvorsitzender der FDP), Promotion zum Dr. jur.
- Bernd Wiegand (Oberbürgermeister von Halle (Saale)), Studium der Mediation
- René Wilke (Oberbürgermeister von Frankfurt (Oder), Die Linke), Studium der Kultur-, Politik- und Verwaltungswissenschaften und Psychologie
- Nicolas Zimmer (MdL und Staatssekretär a. D. in Berlin, CDU), Studium der Computer Science
- Katrin Zschau, (MdB, SPD), Weiterbildungsstudium Politik- und Rechtswissenschaft

### Wirtschaft
- Axel Bartsch (Vorstandsvorsitzender der Oldenburgischen Landesbank AG), Studium der Betriebswirtschaft
- Stephanie Bauer (Hauptgeschäftsführerin des Bundesverbandes der Freien Berufe e. V.), Studium der Volks- und Betriebswirtschaft
- Daniel Besse (CIO Clearstream Holding AG, CEO Clearstream Services S.A.), Promotion zum Dr. rer. pol.
- Christian Bischoff (Basketballspieler, Motivationstrainer), Studium der Betriebswirtschaft
- Ralf Bühler (CEO Conrad Elektronik), Studium der Betriebswirtschaft
- Michael Busch (Vorstandsmitglied der Douglas Holding AG), Vordiplom Wirtschaftswissenschaften
- Martin Butz (Mitglied des Aufsichtsrats der Telefónica Deutschland Holding AG), Studium der Wirtschaftswissenschaft
- Patrick Dahmen (Mitglied des Vorstands der AXA Konzern AG)
- Alexander Erdland (ehemaliger Vorstandsvorsitzender der Wüstenrot & Württembergische AG, Präsident des Gesamtverband der Deutschen Versicherungswirtschaft), Promotion zum Dr. rer. pol.
- Ralf Fleischer (Vorstandsvorsitzender der Sparkasse München AG), Studium der Betriebswirtschaft
- Markus Grolms (Gewerkschafter, Personalvorstand der thyssenkrupp AG), Studium der Sozialpsychologie, Politikwissenschaft und Rechtswissenschaften
- Mathias Höschel (Vorstandsvorsitzender PVS rhein-ruhr, ehem. MdB), Studium der Betriebswirtschaftslehre
- Ruja Ignatova (Gründerin der vorgeblichen Kryptowährung OneCoin und FBI Ten Most Wanted Fugitives), Studium der Betriebswirtschaftslehre (zweifelhaft; – Angabe der Fernuni unter Berufung auf eine externe Quelle)
- Jürgen Albert Junker (Vorstandsvorsitzender der Wüstenrot & Württembergische AG), Studium der Betriebswirtschaft
- Michael Klug (CFO von Sony Deutschland), Promotion zum Dr. rer. pol.
- Susanne Kortendick (Mitglied der Geschäftsführung bei Bombardier Transportation), Studium der Betriebswirtschaft
- Stefan Kirsten (CFO von Vonovia; CFO des Jahres 2017), Studium der Betriebswirtschaft und Informatik
- Kay Klingsieck (Vorstandsvorsitzender der Sparkasse Gütersloh), Studium der Betriebswirtschaft
- Daniel Krauss (Gründer und CIO von Flixbus), Weiterbildungsstudium Wirtschaftswissenschaft
- Theo Lieven (Unternehmer, Gründer von Vobis), Studium der Betriebswirtschaft und der Volkswirtschaft
- Joachim Limberg (Vorstandsvorsitzender von thyssenkrupp Materials Services), Studium der Betriebswirtschaft
- Dirk Mausbeck (Mitglied des Vorstands beim Energieversorger EnBW), Studium der Betriebswirtschaft
- Heinz-Willi Mölders (Mitglied des Vorstands der RWE Deutschland AG), Zusatzstudium des Wirtschafts- und Arbeitsrechts
- Frank Mühlbauer (Vorstandsvorsitzender der WL-Bank), Studium der Betriebswirtschaft
- Wolfgang Münchau (Mitbegründer der Financial Times Deutschland), Studium der Mathematik
- Andreas Nauen (Vorstandsvorsitzender der Siemens Gamesa Renewable Energy), Studium der Betriebswirtschaft
- Tim Nesemann (Vorstandsvorsitzender der Sparkasse Bremen AG), Studium der Wirtschaftswissenschaft
- Jochen Peter (Mitglied des Vorstands der Zeiss-Gruppe), Studium zum Wirtschaftsingenieur
- Andrea Psarski (Vorstand der Sparkasse Witten und Vorstand des Kuratoriums der Universität Witten/Herdecke), Studium der Betriebs- und Volkswirtschaft
- Heinz-Jörg Reichmann (Vorstandsvorsitzender der Sparkasse ALK), Studium der Wirtschaftswissenschaften
- Anke Sax (CIO der Daimler Financial Services AG), Studium der Wirtschaftswissenschaften
- Joachim Schindler (ehemaliger Vorstand der KPMG, Honorarprofessor an der FU Berlin), Promotion zum Dr. rer. pol.
- Simon Schwuchow (Chief Compliance Officer, Giesecke+Devrient Group, München)
- Heinz Sebiger (Computerpionier, Gründer von DATEV), Studium der Informatik
- Birgit Spineux (Aufsichtsrätin Lufthansa Group), Mediationsstudium
- Heiko Staroßom (ehemaliges Vorstandsmitglied der Sparkasse Bremen AG), Studium der Betriebswirtschaft
- Patrick Tessmann (ehem. Vorstandsvorsitzender der Oldenburgischen Landesbank AG), Studium der Betriebswirtschaft
- Thomas Ullrich (Vorstandsmitglied der DZ-Bank), MBA Finanzdienstleistungen
- Norbert Winkeljohann (Vorstandssprecher der deutschen PricewaterhouseCoopers AG, Aufsichtsrat der Bayer AG und der Deutschen Bank AG), Promotion zum Dr. rer. pol.
- Roman Zitzelsberger (Mitglied im Aufsichtsrat der Daimler AG), Weiterbildungsstudium Betriebswirtschaft

### Wissenschaft
- Martin Asholt (Professor für Strafrecht an der Universität Passau), Promotion zum Dr. iur.
- Sören Auer (Professor für Data Science and Digital Libraries an der Leibniz Universität Hannover), Studium der Mathematik und Informatik
- Arnd Arnold (Professor für Bürgerliches Recht, Wirtschaftsrecht und Steuerrecht an der Uni Trier), Studium der Volkswirtschaft
- Mimoun Azizi (Schriftsteller, Politikwissenschaftler, Neurologe und Psychiater), Studium der Politikwissenschaften, Soziologie und Philosophie
- Sebastian Barsch (Professor für Didaktik der Geschichte an der Universität Kiel), Studium der Philosophie und Literaturwissenschaften
- Gerhard Bauch (Professor für Nachrichtentechnik an der Technischen Universität Hamburg), Studium der Volkswirtschaft
- Dirk Battenfeld (Prorektor und Professor für Controlling und Marketing an der Alanus Hochschule in Alfter), Habilitation für Betriebswirtschaftslehre
- Rudolf Becker (Kanzler der Hochschule Kaiserslautern), Studium der Betriebswirtschaft
- Nathalie Behnke (Professorin für Verwaltungswissenschaft an der Universität Konstanz, Richterin am Verfassungsgerichtshof für das Land Baden-Württemberg), Promotion zur Dr. rer. soc.
- Alexander Benlian (Professor für Wirtschaftsinformatik an der TU Darmstadt), Studium der Wirtschaftswissenschaften
- Michael Beurskens (Professor für Bürgerliches Recht an der Universität Passau), Studium der Informatik
- Nikola Biller-Andorno (Bioethikerin an der Universität Zürich), Studium der Philosophie, Psychologie und Soziologie
- Jörg Bogumil (Politik- und Verwaltungswissenschaftler an der Ruhr-Universität Bochum, Herausgeber), Habilitation in Politik- und Verwaltungswissenschaften
- Georg Borges (Professor der Rechtswissenschaften an der Universität des Saarlandes), Studium der Betriebswirtschaft
- Karsten Brandt (Klimatologe), Studium der Wirtschaftswissenschaften
- Guido Brebaum (Kanzler der Fachhochschule Münster), Studium der Betriebs- und Volkswirtschaftslehre
- Bernhard Breil (Professor für Gesundheitsinformatik, Dekan, Hochschule Niederrhein), Studium der Psychologie
- Jörg Breitkreuz (Professor für Pharmazeutische Technologie und Biopharmazie an der Uni Düsseldorf, Präsident der Arbeitsgemeinschaft für Pharmazeutische Verfahrenstechnik), Studium der Mathematik und Informatik
- Nicole Burzan (Professorin für Soziologie an der Universität Dortmund), Promotion zur Dr. rer. soc.
- Ricardo Büttner (Professor für Data Science an der Universität Bayreuth), Studium der Betriebswirtschaftslehre
- André Casajus (Professor für Wirtschaftsinformatik an der Handelshochschule Leipzig), Studium der Mathematik
- Matthias Casper (Rechtswissenschaftler an der Westfälischen Wilhelms-Universität Münster), Studium der Wirtschaftswissenschaften
- Ute Clement (Präsidentin der Universität Kassel und Professorin für Berufs- und Wirtschaftspädagogik), Studium der Erziehungswissenschaften
- Klaus-Dieter Drüen (Professor für Rechtswissenschaften an der LMU München), Studium der Wirtschafts- und der Rechtswissenschaften
- Frank Dellmann (Professor für Wirtschaftsmathematik an der Münster School of Business), Studium der praktischen Informatik
- Stefan Eicker (Professor für Wirtschaftsinformatik und Softwaretechnik an der Universität Duisburg-Essen), Studium der Wirtschaftswissenschaften
- Rüdiger von Eisenhart-Rothe (Professor für Medizin an der TU München), Studium der Wirtschaftswissenschaften
- Rainer Eising (Professor für Politikwissenschaft an der Ruhr-Universität Bochum), Habilitation für Politikwissenschaft
- Edgar Ernst (Präsident der Deutschen Prüfstelle für Rechnungslegung, Honorarprofessor an der WHU Wallendar), Assistenztätigkeit an der FernUniversität Hagen
- Marc Eulerich (Professor für interne Revision an der Universität Duisburg-Essen), Zusatzstudium Finanzmanagement
- Oliver Fabel (Professor für Betriebswirtschaftslehre an der Universität Wien), Promotion zum Dr. rer. pol.
- Thomas Faust (Sozialökonom und Verwaltungswissenschaftler an der Kueser Akademie für Europäische Geistesgeschichte), Akademiestudium
- Peter François (Präsident der HFH Hamburger, Professor für Betriebswirtschaft), Promotion zum Dr. rer. pol.
- Ingo Froböse (Professor für Prävention und Rehabilitation im Sport an der Deutschen Sporthochschule in Köln), Vordiplom Betriebswirtschaftslehre
- Max Fuchs (Professor für Kulturwissenschaft an der Uni Duisburg-Essen), Studium der Erziehungswissenschaft und Soziologie
- Markus Gabriel (Professor für Philosophie an der Uni Bonn), Studium der Philosophie
- Markus Gebhardt (Professor für Pädagogik an der Universität Regensburg), Studium der Psychologie
- Harald Gleißner (Professor für Spedition und Logistik, 1. Vizepräsident der HWR Berlin), Studium der Betriebswirtschaftslehre
- Peter Gumbsch (Materialforscher und Physiker am Karlsruher Institut für Technologie, Träger des Gottfried-Wilhelm-Leibniz-Preises), Studium der Wirtschaftswissenschaften
- Oliver Gürtler (Professor für Staatswissenschaften an der Universität zu Köln), Studium der Mathematik
- Sami Haddadin (Professor für Robotik an der TU München), Studium der Informatik
- Shervin Haghsheno (Professor für Baubetrieb und Bauprozessmanagement am KIT), Studium der Wirtschaftswissenschaften
- Anne-Katrin Haubold (Professorin für Personalmanagement an der TU Dresden), Studium der Wirtschaftswissenschaft
- Rüdiger Hamm (Professor für Volkswirtschaftslehre an der Hochschule Niederrhein), Promotion zum Dr. rer. pol.
- Andreas Henrich (Professor für Medieninformatik an der Uni Bamberg), Promotion zum Dr.-Ing.
- Ulrich Herbert (Professor für Geschichte an der Uni Freiburg), Habilitation in Geschichtswissenschaften
- Kathleen Herkommer (Professorin für Medizin an der TU München), Studium der Informatik
- Boris Hirsch (Professor für Volkswirtschaftslehre, Leuphana Universität Lüneburg), Studium der Mathematik
- Sepp Hochreiter (Professor für Machine Learning und Artificial Intelligence an der Johannes Keppler Universität Linz) Studium der Mathematik
- Jens Hogreve (Professor für Dienstleistungsmanagement an der Universität Eichstätt-Ingolstadt), Promotion zum Dr. rer. pol.
- Karin Holm-Müller (Protektorin und Professorin für Wirtschaftswissenschaft an der Uni Bonn), Habilitation in Volkswirtschaftslehre
- Wolfgang Imhof (Professor für Chemie an der Uni Koblenz), Studium der Betriebswirtschaft
- Roman Inderst (Ökonom an der Universität Frankfurt am Main, Träger des Gottfried-Wilhelm-Leibniz-Preises), Studium der Soziologie
- Bernd Irlenbusch (Professor für Wirtschaftsethik an der Universität Köln), Studium der Betriebswirtschaft
- Florian Jaehn (Professor für Operations Research an der Helmut Schmidt Universität Hamburg), Studium der Wirtschaftswissenschaft
- Christoph Kammertöns (Musikwissenschaftler, u. a. Robert Schumann Hochschule Düsseldorf), M.A. Philosophie, M.A. Europäische Moderne mit Fachrichtung Geschichte, M.A.Neuere deutsche Literatur im medienkulturellen Kontext
- Kira Kastell (Professorin für Übertragungstechnik, Vizepräsidentin der Frankfurt University of Applied Sciences, Mitglied im hr-Rundfunkrat u. a.), Studium der Elektrotechnik und der Betriebs- und Volkswirtschaftslehre
- Franz Kernic (Professor für Soziologie an der Försvarshögskolan in Stockholm und der Militärakademie an der ETH Zürich), Studium der Philosophie
- Christian Kersting (Professor für Rechtswissenschaften an der Heinrich-Heine-Universität Düsseldorf), Vordiplom Wirtschaftswissenschaften
- Andrea Kienle (Professorin für Informatik an der FH Dortmund; Prorektorin für Digitalisierung), Habilitation in Informatik
- Stefan Kirn (Professor für Wirtschaftsinformatik an der Universität Hohenheim), Studium und Promotion der Informatik
- Anna Luise Kiss (Rektorin der Hochschule für Schauspielkunst Ernst Busch Berlin, Schauspielerin), Studium der Kulturwissenschaften
- Michael Klein (Professor für Theologie an der Uni Heidelberg), Promotion zum Dr. phil.
- Christoph Knill (Professor für Politikwissenschaften an der Ludwig-Maximilians-Universität München), Habilitation Politikwissenschaften
- Alexandra König (Professorin für Sozialisationsforschung, Uni Duisburg-Essen), Promotion Soziologie
- Hans-Hugo Kremer (Professor für Wirtschaftspädagogik an der Universität Paderborn), Studium der Wirtschaftswissenschaften
- Waltraud Kreutz-Gers (Kanzlerin der Johannes Gutenberg-Universität Mainz), Studium der Verwaltungswissenschaften und des Öffentlichen Rechts
- Thomas Kron (Professor für Soziologie an der RWTH Aachen), Habilitation in Soziologie
- Olaf Kühne (Professor für Stadt- und Regionalentwicklung an der Universität Tübingen), Promotion zum Dr. rer. soc.
- Jennifer Kunz (Professorin für Wirtschaftswissenschaft an der Universität Augsburg), Studium der Mathematik und Psychologie
- Dirk van Laak (Professor für Geschichte an der Uni Gießen), Promotion zum Dr. phil.
- Pia Lamberty (Sozialpsychologin, Verschwörungsforscherin), Studium der Psychologie
- Hans-Jürgen Lange (Präsident der Deutschen Hochschule der Polizei), Promotion zum Dr. rer. soc.
- Hermann Locarek-Junge (Finanzwissenschaftler an der TU Dresden, ehemaliger Vorsitzender der Deutschen Gesellschaft für Finanzwirtschaft), Studium der Informatik
- Dirk Löhr (Professor für Steuern und ökologische Ökonomie an der Hochschule Trier), Studium Business Administration
- Bernd Lucke (Wirtschaftswissenschaftler, Gründer der AfD und der ALFA, ehem. MdEP), Studium der Mathematik
- Susanne Lütz (Professorin für Politik an der FU Berlin), Habilitation in Politik- und Verwaltungswissenschaften
- Ijad Madisch (Mediziner, Günder des Netzwerkes ResearchGate, Mitglied des Digitalrats der Bundesregierung), Studium der Informatik
- Giovanni Maio (Professor für Bioethik und Medizinethik an der Albert-Ludwigs-Universität Freiburg), Studium der Philosophie
- Stefan Marschall (Professor für Vergleichende Politikwissenschaft an der Heinrich-Heine Universität Düsseldorf), Promotion zum Dr. phil.
- Matthias Maurer (Astronaut), Aufbaustudium zum Wirtschaftsingenieur
- Thomas Mazzoni (Professor für Finanzwissenschaft an der Universität Greifswald), Studium der Volks- und Wirtschaftswissenschaften
- Andreas Meyer-Lindenberg (Psychiater, Direktor des Zentralinstituts für Seelische Gesundheit in Mannheim), Studium der Mathematik
- Florian Möslein (Professor für Zivilrecht an der Uni Marburg), Studium der Betriebswirtschaftslehre
- Wilhelm Mons (Fußballspieler und Mathematiker an der Hochschule Fulda), Studium der Mathematik
- Thomas Morgenstern (Professor für Mathematik und Wirtschaftsinformatik an der Hochschule Karlsruhe), Zusatzstudium der Wirtschaftswissenschaften
- Gero Mühl (Professor für die Architektur von Anwendungssystemen an der Universität Rostock), Studium der Informatik und Elektrotechnik
- Norbert Müller (Professor für Informatik an der Universität Trier), Promotion zum Dr. rer. nat.
- Armin Nassehi (Soziologe), Studium der Erziehungswissenschaften, Philosophie und Soziologie, Westfälische Wilhelms-Universität Münster und Fernuniversität in Hagen
- Helmut M. Niegemann (Medienpsychologe und Hochschullehrer), Weiterbildungsstudium Informatik
- Andreas Oehler (Professor für Finanzwissenschaft an der Uni Bamberg, Vorsitzender des Verwaltungsrats der Stiftung Warentest), Habilitation in Betriebswirtschaftslehre
- Holger Patzelt (Professor für Entrepreneurship an TU München), Studium der Wirtschaftswissenschaften
- Jan Peters (Professor für Intelligente Autonome Systeme an der TU Darmstadt), Studium der Informatik
- Gotthard Pietsch (Professor für Digitale Medien an der Hochschule Furtwangen), Promotion und Habilitation Betriebswirtschaftslehre
- Sabine Pfeiffer (Professorin für Soziologie an der Friedrich-Alexander-Universität Erlangen-Nürnberg), Studium, Promotion und Habilitation im Fach Soziologie
- Niklas Potrafke (Professor für Finanzwissenschaft, an der LMU München), Vordiplom Volkswirtschaftslehre
- Michael Rapp (Professor für Sozial- und Präventivmedizin an der Universität Potsdam), Studium der Soziologie und Psychologie
- Harald Rau (Professor für Kommunikationsmanagement an der Ostfalia Hochschule), Studium der Wirtschaftswissenschaften
- Markus Rehberg (Professor der Rechtswissenschaften an der Uni Rostock), Studium der Volkswirtschaftslehre
- Christian Rolfs (Professor für Versicherungsrecht an der Uni Köln), Habilitation in Rechtswissenschaften
- Uğur Şahin (Professor für Medizin an der Universität Mainz, Mitgründer der BioNTech SE, Entwickler des ersten Corona-Impfstoffes), Studium der Mathematik
- Manfred Sargl (Professor für Controlling an der UniBw München), Studium der Betriebswirtschaft
- Linus Schleupner (Professor für marktorientierte Unternehmensführung an der Rheinischen Fachhochschule Köln), Promotion zum Dr.-Ing.
- Michael Schramm (Professor für Theologie an der Uni Hohenheim), Studium der Volkswirtschaft
- Klaus Schulte (Professor für Controlling an der FH Münster, Tableau Zen Master), Promotion zum Dr. rer. pol.
- Tanjev Schultz (Professor für Journalistik an der Universität Mainz), Studium der Philosophie, Psychologie, Kommunikationswissenschaft, Politikwissenschaft und Germanistik
- Peter Sester (Professor für Internationales Wirtschaftsrecht und Law & Economics an der Universität St. Gallen), Studium der Wirtschaftswissenschaften
- Ulrich Spie (Senior Vice President der E.ON AG und Honorarprofessor an der Universität Leipzig), Promotion zum Dr. rer. pol.
- Jochen Steffens (Professor für Musikalische Akustik an der Hochschule Düsseldorf), Studium der Psychologie
- Martin Steinrücke (Professor für Unternehmensgründung an der Uni Chemnitz), Habilitation in Betriebswirtschaftslehre
- Ruth Stock-Homburg (Marketing-Professorin an der TU Darmstadt), Studium der Psychologie
- Markus Stoffels (Jura-Professor an der Universität Heidelberg), Habilitation in Rechtswissenschaften
- Sascha Stowasser (Direktor des Instituts für angewandte Arbeitswissenschaft e. V.), Studium der Soziologie
- Udo Sulkowski (Professor für Medizin an der Universität Münster, Chefarzt Clemenshospital Münster), Studium der Betriebswirtschaftslehre
- Dietmar Süß (Professor für Geschichte an der Uni Augsburg), Studium der Geschichte, Soziologie und Rechtswissenschaften
- Stefan Süß (Professor für Arbeit, Personal und Organisation an der Universität Düsseldorf), Promotion und Habilitation Wirtschaftswissenschaften
- Anabel Ternès von Hattburg (Unternehmerin, Professorin an der SRH Berlin University of Applied Sciences), Studium der Betriebswirtschaftslehre
- Wolfgang Tillmann (Dekan der Fakultät Maschinenbau an der TU Dortmund), Studium der Betriebswirtschaft
- Sebastian Thiem (Technikhistoriker und Doktorand der TU Braunschweig), Studium der Kultur- und Geschichtswissenschaft
- Antonio Vera (Professor für Organisation und Personalmanagement an der Deutschen Hochschule der Polizei), Studium der Kulturwissenschaften und Geschichte
- Gregor Weiß (Professor für Finance an der Universität Leipzig), Studium der Wirtschaftsinformatik und Mathematik
- Andreas Wendemuth (Professor für Informationstechnik an der Otto-von-Guericke-Universität Magdeburg), Studium der Elektrotechnik
- Steffen Wendzel (Professor am Institut für Organisation und Management von Informationssystemen [OMI] und Leiter des Kommunikations- und Informationszentrums [kiz], Universität Ulm), Promotion und Habilitation in der Informatik
- Angela Wernberger (Professorin für Sozialwissenschaft an der Katholischen Hochschule Münster), Studium der Soziologie und sozialen Verhaltenswissenschaft
- Harald Wilde (Professor an der Hochschule Stralsund), Studium der Wirtschaftswissenschaften
- Pia-Maria Wippert (Professorin für Sport- und Gesundheitssoziologie an der Universität Potsdam), Studium der Verhaltens-, Erziehungs- und Rechtswissenschaften
- Otto Witte (Medizinischer Vorstand am Universitätsklinikum Jena), Studium der Mathematik
- Christiane Woopen (Professorin für Medizinethik, Universität Köln), Studium der Philosophie
- Torsten Wulf (Professor für Strategisches Management an der Philipps-Universität Marburg), Studium der Betriebswirtschaft

### Kultur und Gesellschaft
- Heiko Börner (Opernsänger, Tenor), Studium der Betriebswirtschaftslehre
- Timothy Boldt (Schauspieler), Studium der Politikwissenschaft
- Ludger Fittkau (Journalist), Studium und Promotion in Sozialwissenschaften
- Johannes Floehr (Moderator, Autor und Poetry Slammer), Studium der Kulturwissenschaften
- Jule Gölsdorf (Journalistin), Studium in den Fächern Politik und Organisation
- Fabian Hinrichs (Schauspieler), Studium der Kulturwissenschaften
- Ulf von Krause (General), Studium und Promotion der Politikwissenschaften
- Stefan Lehnberg (Comedian), Studium des Kulturmanagements
- Hubertus von Lerchenfeld (Schauspieler, Synchronsprecher), Studium der Geschichte und der Wirtschafts- und Sozialwissenschaften
- Vanessa Petruo (Sängerin der Gruppe No Angels), Studium der Psychologie
- Anja Roth (Fernsehmoderatorin, Reporterin), Studium der Politik- und Verwaltungswissenschaften
- Carsten Schmiester (Hörfunkjournalist), Studium der Sozial-, Geschichts- und Rechtswissenschaften
- Tim Schreder (Fernsehmoderator), Studium der Betriebswirtschaft
- André Schünke (Journalist, Nachrichtensprecher und Moderator), Studium der Politikwissenschaft
- Esther Sedlaczek (Fernseh- und Sportmoderatorin, Sportschau), Studium der Verwaltungswissenschaften
- Joanna Semmelrogge (Schauspielerin), Studium der Bildungswissenschaft
- Erich Staudacher (General), Studium der Wirtschaftswissenschaften
- Florian Stiehler (Schauspieler, Geschäftsführender Direktor des Staatstheaters Augsburg), Studium der Wirtschaftswissenschaften
- Clemens Tewinkel (Musiker, Mit-Gründer der Wise Guys), Studium der Informatik
- André Uzulis (Journalist), Studium der Betriebswirtschaft
- Sylvia Walker (Sportmoderatorin), Studium der Literatur
- Karen Webb (Moderatorin), Studium der Politikwissenschaft
- Karola Wille (Intendantin des Mitteldeutschen Rundfunks, ehem. Vorsitzende der ARD), Studium der Rechtswissenschaften
- Lavinia Wilson (Schauspielerin), Studium der Philosophie, Geschichte und Soziologie
- Tara-Louise Wittwer (Autorin, Kolumnistin), Studium der Kulturwissenschaften

### Sport
- Oliver Bierhoff (ehem. Fußballspieler, ehem. Manager der deutschen Fußballnationalmannschaft), Studium der Betriebswirtschaftslehre
- Marco Bode (ehem. Fußballnationalspieler), studierte zeitweise Mathematik
- Frank Busemann (Zehnkämpfer und Silbermedaillen-Gewinner bei den Olympischen Spielen 1996), Studium der Betriebswirtschaftslehre
- Danny Ecker (Deutscher Meister im Stabhochsprung), Studium der Betriebswirtschaft
- Oliver Glasner (Fußballspieler, Trainer), Studium der Betriebswirtschaft
- Betty Heidler (Welt- und Europameisterin im Hammerwurf), Studium der Rechtswissenschaften
- Franziska Heinz (Handball-Weltmeisterin), Studium der Rechtswissenschaften
- Torsten Jansen (Handballspieler), Studium der Geschichte und Politik
- Oliver Kahn (ehem. Fußballnationaltorhüter, Vize-Weltmeister), studierte zeitweise Betriebswirtschaft
- Lars Kaufmann (Handballer), Studium der Betriebswirtschaftslehre
- Sonja Kesselschläger (Siebenkämpferin), Studium der Betriebswirtschaft
- Hanna Klein (Leichtathletin), Studium der Psychologie
- Lukas Klostermann (Fußballspieler), Studium der Betriebswirtschaft
- Sebastian Köber (Boxer, Deutscher Meister), Studium der Betriebswirtschaft
- Karsten Kobs (Weltmeister im Hammerwurf), Studium der Betriebswirtschaft
- Artur Kolodziejski (Basketballspieler), Studium der Kulturwissenschaft
- Bastian Jonathan P. Kordyaka (Basketballspieler, Wissenschaftler), Studium der Betriebswirtschaft und Psychologie
- Thomas Luther (Schachgroßmeister, deutscher Schachmeister), Studium der Betriebswirtschaft
- Matthias Maurer (Astronaut), wirtschaftswissenschaftliches Zusatzstudium
- Martin Meichelbeck (Fußballspieler), Studium der Psychologie
- Christoph Metzelder (Fußballspieler, Vizeweltmeister), Studium der Betriebswirtschaft
- Malaika Mihambo (Weitspringerin, Weltmeisterin, Sportlerin des Jahres 2019), Studium der Umweltwissenschaften
- Andrea Petković (deutsche Tennismeisterin), Studium der Politikwissenschaften
- Lars Ricken (Geschäftsführer des BVB, ehemaliger Fußballnationalspieler), Studium der Betriebswirtschaft
- Daniel Sauer (deutscher Handballspieler und Fußballfunktionär), Promotion zum Dr. rer. pol.
- Franz Schiemer (österreichischer Fußballnationalspieler), Studium der Betriebswirtschaft
- Daniel Schwaab (Fußballspieler), Studium der Wirtschaftswissenschaft
- Katja Seizinger (Olympiasiegerin und Weltmeisterin im Skifahren), Studium der Betriebswirtschaft
- Laura Siegemund (deutsche Tennisspielerin), Studium der Psychologie
- Nico Stehle (Tischtennisspieler), Studium der Betriebswirtschaft
- Axel Teichmann (Skilangläufer, Weltmeister), Studium der Elektrotechnik
- Christian Vinck (deutscher Tennismeister), Studium der Betriebswirtschaft, Promotion zum Dr. rer. pol.
- Stefan Wessels (Torwart), Studium der Betriebswirtschaft
- Anita Weyermann (Mittel- und Langstreckenläuferin, Schweizer Sportlerin des Jahres 1999), Studium der Betriebswirtschaft